# Сидар-Сити (Юта)
Си́дар-Си́ти (англ. Cedar City) — американский город, расположенный в округе Айрон на юго-западе штата Юта, в 250 милях к югу от Солт-Лейк-Сити и 190 к северу от Лас-Вегаса на магистрали I-15. Здесь расположен Университет Южной Юты, региональный аэропорт Сидар-Сити (осуществляющий рейсы через SkyWest Airlines), а у него — национальный лес США Дикси. Занимает 29-е место в списке крупнейших городов штата.

## История
Первоначальное поселение было основано мормонскими пионерами из Парована 11 ноября 1851, что собирались построить здесь металлургический завод. В 1855 по предложению Бригама Янга было основано новое поселение уже ближе к рудным залежам, на месте которого вырос современный Сидар-Сити. 18 февраля 1868 город получил статус включённого города. Завод закрылся в 1858, хотя добыча железной руды продолжалась до 1980-х. Достройка железнодорожной ветки в Сидар-Сити в 1923 сделало его туристическими воротами в близлежащие национальный парк Брайс-Каньон, национальный парк Гранд-Каньон, национальный парк Зайон и национальному монументу Сидар-Брикс.

## Климат и география
Сидар-Сити расположен на юго-востоке Большого Бассейна и находится в 20 милях к северу от северо-восточного края пустыни Мохаве. Большая возвышенность даёт Сидар-Сити менее сухой и более прохладный климат, чем по соседству в Дикси. Сидар-Сити расположен на западном краю плато Маркагунт в долине Сидар. Магистраль I-15 соединяет Сидар-Сити с Сент-Джорджем и Лас-Вегасом на юге и Солт-Лейк-Сити и магистралью I-70 на севере. Государственные дороги соединяют Сидар-Сити с Панакой через магистраль US 93, Канабом через US 89 и с US 50 и US 6. На западных окраинах города есть ветка Union Pacific Railroad, соединяющаяся с главной дорогой в Ланде. Сидар-Сити, как и Сент-Джордж, благодаря своей расположенности отлично встроен в западную региональную транспортную сеть. В 439 милях на юг находится Лос-Анджелес, в 500 милях — Сан-Диего на I-15, в 465 милях — Финикс, а в 580 милях на восток — Денвер
| Показатель | Янв. | Фев. | Март | Апр. | Май  | Июнь | Июль | Авг. | Сен. | Окт. | Нояб. | Дек. | Год   |
| --- | ---- | ---- | ---- | ---- | ---- | ---- | ---- | ---- | ---- | ---- | ----- | ---- | ----- |
| Абсолютный максимум, °C | 21   | 23   | 25   | 23   | 36   | 38   | 41   | 38   | 36   | 31   | 24    | 20   | 41    |
| Средний максимум, °C | 5,4  | 8,2  | 11,9 | 16,2 | 21,7 | 28,4 | 31,9 | 30,6 | 26,1 | 18,9 | 10,9  | 5,9  | 18,01 |
| Средний минимум, °C | −7,5 | −5,1 | −2   | 0,9  | 5,3  | 10,1 | 14,3 | 13,8 | 8,7  | 2,2  | −3,4  | −7,4 | 2,49  |
| Абсолютный минимум, °C | −32  | −31  | −18  | −14  | −6   | −3   | 4    | 2    | −5   | −22  | −22   | −31  | −32   |
| Норма осадков, мм | 22,9 | 24,6 | 34   | 25,4 | 23,1 | 11,4 | 23,6 | 29,2 | 21,1 | 33   | 24,6  | 16,5 | 289,4 |
| Источник: Climatic Averages for the United States 1971–2000: CEDAR CITY, UT, Национальное управление океанических и атмосферных исследований |      |      |      |      |      |      |      |      |      |      |       |      |       |